# Výzkumný ústav pivovarský a sladařský
Výzkumný ústav pivovarský a sladařský, a.s. (zkráceně VÚPS) byl založen roku 1887 a od roku 1994 je akciovou společností. Jedná se o jeden z nejstarších vědecko-výzkumných ústavů ve středoevropském regionu.
Je členem Českého svazu pivovarů a sladoven.

## Osobnosti spojené s VÚPS

### Ředitelé
- Antonín Kukla 1888-1896
- František Chodounský 1896-1905
- Vladimír Čihák 1905-1931
- Alois Stádník 1931-1932 (dočasně pověřen)
- Jan Šatava 1932-1938
- Václav Kurz 1938 (pověřen)
- R. Brunner (německý vedoucí v době okupace)
- Václav Salač 1945-1958
- Jiří Maštovský 1958-1962
- Jiří Tarant 1962-1970
- Olga Bendová 1970-1978
- Gabriela Basařová 1978-1982
- Jiří Cuřín 1982-1991
- Tomáš Lejsek 1991-1995
- Vladimír Kellner 1995-1996 (pověřen)
- Karel Kosař 1996-2019
- Tomáš Brányik 2019-trvá

### Významní vědci a výzkumníci působící v ústavu
- Gabriela Basařová
- Olga Bendová
- Jiří Cuřín
- Miroslav Kahler
- Tomáš Lejsek
- Josef Škach
- Jan Voborský

## Činnost ústavu
VÚPS je akciovou společností s hlavním předmětem podnikání výzkum a vývoj v oblasti přírodních a technických věd.
Sestává ze dvou pracovišť. V brněnském pracovišti (Mostecká 7) je Analytická zkušební laboratoř Sladařský ústav Brno a součástí pražského pracoviště (Lípová 15) je Analytická zkušební laboratoř Pivovarský ústav Praha. Obě analytické zkušební laboratoře jsou akreditovány Českým institutem pro akreditaci, o.p.s. podle ČSN EN ISO/IEC 17025:2005.
Dceřinou společností akciové společnosti je VÚPS, servis a služby s.r.o., která zabezpečuje komerční aktivity nevýzkumné povahy (prodej kvasnic, vydavatelská činnost, poradenství, pronájmy atd.).

### Priority výzkumu
Charakteristika, vývoj a výběr odrůd ječmene a chmele na základě rozšířených poznatků o vlastnostech těchto surovin pro výrobu českého piva
Vzhledem k nutnosti posloupné výměny odrůd sladovnického ječmene a získání specificky vyhraněných klonů chmele je nutné jejich sledování od časných fází šlechtění až po uplatnění v praxi a jejich hodnocení pomocí standardních i nových analytických metod. Cílem je rozšířit dosavadní poznatky o analytických a biochemických vlastnostech odrůd ječmene a chmele o další informace, které by prohloubily hodnocení odrůd pro výrobu a specifickou kvalitu piva s chráněným zeměpisným označením "České pivo". VÚPS je jedinou organizací, která může doporučovat suroviny pro České pivo. V rámci této oblasti výzkumu spolupracuje VÚPS úzce s Ústředním kontrolním a zkušebním ústavem zemědělským v Brně.
Posuzování vhodnosti původních kmenů kvasinek používaných v českých pivovarech pro varianty technologie výroby Českého piva.Cílem je charakterizace kmenů ve Sbírce VÚPS (více než 100, v praxi je používáno 5), postupné pomnožování vybraných archivovaných původních kmenů a prověřování jejich vhodnosti pro současné a vývojové varianty technologie výroby Českého piva. Specifikace vlivu genetických a technologických vlastností těchto kmenů na senzorické a analytické vlastnosti Českého piva.
Rozšiřování poznatků o specifických vlastnostech Českého piva
Základní charakterizace analytických a senzorických odlišností Českého a zahraničních piv byla VÚPS provedena v letech 1999 až 2008. Díky tomu bylo možno doložit základní specifické vlastnosti Českého piva a prosadit CHZO České pivo. Současný vývoj poznání a moderních metod umožňuje dále prohloubit poznatky o specifických kvalitativních, ale i zdravotních vlastnostech Českého piva (termických produktech, silicích, senzoricky aktivních polyfenolech a dalších látkách). Výskyt a obsah těchto látek může sloužit i jako marker jednoznačně odlišující České pivo a zahraniční piva.
Výzkum pozitivních a rizikových zdravotních vlastností Českého piva
Dosavadní poznatky prokazují příznivé zdravotní vlastnosti českých piv. Současné moderní metody umožňují blíže určit obsah a působení látek s pozitivními zdravotními vlastnostmi jako jsou antioxidační vlastnosti polyfenolových sloučenin, ale i některých produktů termického působení technologických postupů, nebo v českých pivech díky vyššímu chmelení vyšší hladiny specifických sloučenin původem z chmele a určitých chmelových přípravků. Je však nutné vedle postupného monitorování výskytu prospěšných látek, sledovat i výskyt rizikových sloučenin respektive problémových látek, jako jsou např. těžké kovy, rezidua postřikových přípravků apod., stanovení jejich koncentrace během různých technologických variant výroby sladu a piva a zajistit i provádění klinických testů.
Vývoj technologií a receptur pro zpracování sladovaných tradičních i netradičních obilovin, nové využití chmele, kvasinek a dalších produkčních mikroorganizmů pro funkční potraviny a nápoje se zdravotním benefitem
Na tomto poli je výzkum směřován do rozšíření portfolia výrobků sladařského a pivovarského průmyslu, výroby nápojů, potravin a potravních doplňků na bázi surovin a výtažků obohacených o zdravotně prospěšné látky sladu a chmele a fermentaci nápojů mikroorganismy produkujícími látky se zdravotním benefitem.
Vývoj postupů pro zpracování a využití odpadů ze sladařské, pivovarské a dalších výrob v potravinářském průmyslu
Jsou zkoumány nové možnosti biotechnologického přepracování vedlejších produktů (odpadů) sladařské a pivovarské výroby na složky potravin, krmiv, farmakologicky účinných látek a zdrojů energie. Cílem je omezit stávající neefektivní způsoby využití a vypracovat postupy vedoucí ke zhodnocení odpadů v rámci trvale udržitelného rozvoje oboru.
Vývoj nových výrobků a inovace výrobních postupů malých a středních pivovarů a sladoven
Výzkum je cílen ke zlepšení výrobní praxe, technologických postupů, systémů zajištění kvality a zdravotní bezpečnosti výrobků a vývoj nových značek piv pro konkrétní průmyslové uživatele. Spolupráce s jinými institucemi Ve sféře výzkumu dlouhodobě spolupracuje s akademickou sférou, VŠCHT Praha (Ústav kvasné chemie a bioinženýrství, Ústav chemie a analýzy potravin), Mendelovou univerzitou Brno (Agronomická fakulta), Masarykovou univerzitou Brno (Přírodovědecká fakulta), Vysokým učením technickým v Brně, Fyzikálním ústavem Karlovy univerzity, Mikrobiologickým ústavem AV ČR Praha a Ústavem analytické chemie AV ČR Brno. Ze soukromých výzkumných organizací jsou to zejména Chmelařský institut v Žatci a Zemědělský ústav v Kroměříži. Ze zahraničních pracovišť je kromě partnerských pivovarsko-sladařských výzkumných ústavů ze západní Evropy spolupráce navázána s Fakultou chemické a potravinárské technologie Slovenské technické univerzity v Bratislavě, Ústavem kryobiologie a potravinářské chemie Zemědělské akademie Bulharska (Institute of Cryobiology and Food technology, Agricultural Academy of Bulgaria) a s Výzkumným centrem japonského pivovarského koncernu Suntory. VÚPS též spolupracuje s francouzskou šlechtitelskou firmou Limagrain na šlechtitelském programu sladovnického ječmene.

### Další aktivity ústavu

#### Vydavatelská činnost
Vydává odborný, online časopi Kvasný průmysl a tištěný časopis Kvasný. Dále vydal již více než 70 neperiodických publikací (knih), mezi něž patří zejména tři řady ročenek: Pivovarský kalendář (od roku 1998 - 2020), jednalo se o obnovenou edici těchto ročenek po více než 50 letech, Ječmenářská ročenka (od 1999) a Chmelařská ročenka (od 2000). Mezi další knihy patří např. Technologie výroby sladu a piva (S. Procházka, K. Kosař, 2000, 2012), Kvalita rostlinných produktů na prahu 3. tisíciletí (J. Prugar, 2008), Pivovary Moravy a rakouského Slezska 1869-1900 (Z. Likovský, 2000), České pivovary 1869-1900 (Z. Likovský, 2005), Pivovary československého území 1900-1948 (Z. Likovský, 2006), Pivovary českých zemí 1948-1989 (Z. Likovský, 2008), Držitelé, provozovatelé a vedoucí pivovarů Českých zemí 1869-1989 (Z. Likovský, 2010), Pivovarský a sladařský slovník (2019), čtyřjazyčný (česko-německo-anglicko-rusko) slovník s více než 5000 výrazů a frází s pivovarsko-sladařskou tematikou.

#### Výzkumné senzorické centrum
V říjnu 2014 bylo otevřeno Výzkumné senzorické centrum v Praze, které vzniklo jako projekt č. CZ.2.16/3.1.00/28030 Operačního programu Praha - Konkurenceschopnost (OPPK).
Výzkumné senzorické centrum je tvořeno dvěma laboratořemi: senzorickou a analytickou. Propojením těchto laboratoří s již existujícím analytickým a technologickým vybavením VÚPS vznikl unikátní celek vhodný ke komplexnímu průmyslovému výzkumu a vývoji v oblasti potravinářství se zaměřením zejména na pivo a jiné nápoje. Kromě výzkumné činnosti jsou v centru prováděny i pravidelné akce pro odbornou veřejnost.
Senzorický seminář I. je koncipován podle normy ČSN ISO 8586 „Senzorická analýza – obecná směrnice pro výběr, výcvik a sledování činnosti posuzovatelů“ a z analytiky EBC, kapitoly „Senzorická analýza – výběr a výcvik posuzovatelů“. Jeho cílem je naučit účastníky správně degustovat pivo. Seminář probíhá formou teoretických přednášek i cvičných degustací a je zakončen praktickou zkouškou.
Senzorický seminář II. slouží k opakování, prohloubení, rozšíření a hlavně k pravidelnému trénování schopnosti senzoricky posuzovat pivo. Tento seminář obsahuje jednu nadstavbovou přednášku, která se věnuje přehledu a základní senzorické charakteristice řady zahraničních piv (Lagers, Ale, Stout, Porter, atd.), která nacházejí stále větší oblibu i na našem trhu. Většina času je však vyhrazena pro výcvik praktický.
Senzorické zkoušky jsou prováděny podle normy ČSN ISO 8586 „Senzorická analýza – obecná směrnice pro výběr, výcvik a sledování činnosti posuzovatelů“ a z analytiky EBC, kapitoly „Senzorická analýza – výběr a výcvik posuzovatelů“. Cílem je ověřit schopnosti účastníků, zda jsou na profesionální úrovni schopni senzoricky hodnotit pivo, úspěšní uchazeči dostanou osvědčení platné 5 let.
Senzorické tréninky jsou pořádány pro uzavřené pivovarské skupiny. Rozsah a výběr testovaných chutí a vůní je uzpůsoben přání zákazníka.

#### Komerční činnost
VÚPS provádí řadu komerčních aktivit, zejména v oblasti pivovarství a sladařství, a to zejména:
- analýzy pivovarsko-sladařských surovin, meziproduktů a finálních výrobků, eventuálně i jiných zemědělských komodit;
- technologické poradenství;
- školení pro pivovary a sladovny, kurzy a degustační semináře pro širokou veřejnost;
- prodej hotových produktů (pivovarské kvasnice);
- odborný garant soutěže České pivo, PIVEX;
- pořadatel degustační soutěže Česká pivní vize;
- tvorba a publikace statistických přehledů o výrobě v pivovarsko–sladařském průmyslu a nealko nápojích v ČR.